# Bayonetta Origins: Cereza and the Lost Demon
Bayonetta Origins: Cereza and the Lost Demon es un videojuego de Acción y aventura desarrollado por PlatinumGames y publicado por Nintendo para Nintendo Switch. Es una precuela a la serie de Bayonetta, y nos narra la historia de la personaje con el mismo nombre como una joven bruja llamada Cereza.

## Jugabilidad
Bayonetta Origins es un videojuego de acción y aventura. El juego se divide entre la protagonista Cereza, una bruja de quince años, y Cheshire, un demonio atado a su peluche. Ambos se controlan simultáneamente: Cereza se controla con el Joy-Con izquierdo mientras que Cheshire se controla con el derecho. Cheshire se puede alternar entre dos modos. En el modo Desatado, crece hasta alcanzar un tamaño grande y puede atacar enemigos u obstáculos, mientras que en el modo Abrazo, se reduce a su forma de juguete para que Cereza pueda cargarlo y usarlo para diversos fines. 
El jugador debe usar Cereza y Cheshire juntos para luchar contra enemigos y resolver varios acertijos ambientales. En combate, Cereza ata a los enemigos usando hechizos mientras Cheshire los ataca. Cheshire no puede morir en combate, pero puede quedarse sin magia cuando lucha. Cuando esto ocurra, Cereza tendrá que recogerlo en forma de Abrazo para recargar su magia antes de que pueda volver a usarse en la batalla. Los núcleos elementales de todo el mundo del juego se pueden romper para mejorar las habilidades de Cheshire, lo que hace que el dúo sea más poderoso en la batalla y les permite explorar áreas que antes eran inaccesibles.

## Historia
Seiscientos años antes de los acontecimientos de la primera Bayonetta, Cereza, de diez años, se queda con su estricta y estoica maestra Morgana, tras su exilio de su hogar por ser el resultado del amor prohibido de un sabio Lumen y una bruja de Umbra. lo que llevó al destierro de su padre y al encarcelamiento de su madre. Una noche, sintiéndose subestimada por Morgana a pesar de su arduo trabajo para dominar sus poderes, Cereza decide aventurarse en el bosque prohibido de Avalon, siendo conducida allí por un chico misterioso que vio en sus sueños. En el interior, está rodeada por un grupo de hadas. Sin otra opción, Cereza realiza un ritual de invocación de demonios, convocando con éxito a un demonio, pero intenta atacarla después de poseer el cuerpo del animal de peluche de Cereza para sobrevivir fuera de Inferno, aunque no puede dañar a su invocador. Como la criatura, a quien Cereza llama Cheshire, es incapaz de hacerle daño, los dos deciden a regañadientes viajar juntos a través del bosque, con la promesa de que Cereza puede encontrar el poder que necesita para salvar a su madre, así como enviar a Cheshire de regreso a Inferno.
Los dos continúan su viaje, siguiendo las huellas de un lobo blanco mientras conquistan a las peligrosas criaturas que acechan en el bosque y destruyen los cuatro Núcleos Elementales escondidos en lo profundo de la espesura, donde Cereza descubre la confianza que nunca pensó que tenía en sí misma y gradualmente la supera. naturaleza tímida, mientras que la actitud obstinada de Cheshire finalmente comienza a suavizarse cuando mira a Cereza desde un nuevo ángulo. De repente, un hada intenta atraer a Cereza disfrazándose de su madre. Al darse cuenta de esto, Cheshire destruye la ilusión, pero el dolor de Cereza por su madre hace que ella y Cheshire discutan y decidan separarse. Más tarde, después de verlo capturado, Cereza, preocupada, se traga su orgullo y, con la ayuda del lobo, se aventura en el castillo de las hadas, rescata y se reconcilia con Cheshire, y los dos trabajan juntos para derrotar al gobernante de las hadas, Púca.
Pronto, los dos llegan a la parte más profunda del bosque, donde el niño que Cereza vio en sus sueños, llamado Lukaon, explica que, al igual que Cereza, estaba maldecido por ser el hijo mestizo de un hada y una bruja. Cereza acepta con simpatía ayudarlo, pero se desgarra cuando Lukaon le explica que necesita la esencia de un demonio para liberarse de la maldición. Cereza se niega a poner a su amiga en peligro y se niega a renunciar a Cheshire, pero Lukaon decide confiar en la fuerza y usar Cheshire para deshacerse de la maldición. Afortunadamente, Cereza logra rescatar al demonio, aunque Lukaon roba los poderes elementales que Cheshire obtuvo de los Núcleos. Los dos combinan sus fuerzas y se enfrentan a Lukaon en la batalla, recuperan los poderes elementales y lo derrotan.
Sin embargo, poco después, Púca regresa para vengarse y reúne su ejército de hadas para la caballería. Cheshire, cargando al debilitado Lukaon, y Cereza escapan por poco del bosque antes de ser salvados por Morgana, quien descubre al niño, pero en lugar de salvarlo, se vuelve enojada hacia Cereza y Cheshire, revelándose como también la madre perdida de Lukaon. como enviar a otros discípulos fallidos de Umbra ante Cereza para recuperar a Lukaon del bosque, desatando su poder mágico sobre ellos para vengar a su hijo. Al principio, sintiéndose dudosa de sus habilidades para combatir a su mentor, algunas palabras de aliento de Cheshire estimulan a Cereza a seguir luchando, manifestando la habilidad del Tiempo Brujo para tomar a Morgana por sorpresa y derrotarla, destruyendo su Guardia Umbra y expulsando su alma de su cuerpo. Después de despedirse de Lukaon entre lágrimas, el alma de Morgana es arrastrada al Infierno, un destino que finalmente le ocurre a todas las Brujas de Umbra, y Cereza y Cheshire comparten su propia despedida antes de que Cheshire use el portal creado por los habitantes de Inferno y regrese a casa. Cereza, después de que su madre le desea suerte en un sueño, sale de casa al día siguiente para buscar su próxima aventura.

## Recepción
Bayonetta Origins: Cereza and the Lost Demon recibió "críticas generalmente favorables", según el agregador de reseñas de Metacritic . 
Bayonetta Origins: Cereza and the Lost Demon fue el sexto juego minorista más vendido durante su primera semana de lanzamiento en Japón, con 6.474 copias físicas vendidas.